# Pander Multipro

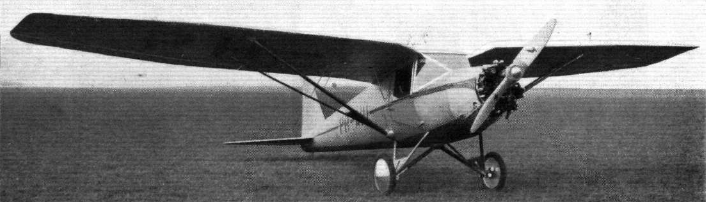
Pander Multipro (1932)

De Pander Multipro was een Nederlands eenmotorig hoogdekker sportvliegtuig met gesloten cabine, gebouwd door vliegtuigfabriek Pander. Het vliegtuig met side-by-side zitplaatsen voor twee tot drie personen maakte zijn eerste vlucht in september 1932. Er zijn totaal drie Multipro toestellen gebouwd.

## Ontwerp en historie
De Pander Multipro was een ontwerp van constructeur Theo Slot die werkte voor de Pander-vliegtuigfabriek. Het houten toestel had twee tot drie zitplaatsen in een gesloten cabine onder de vleugels met een grote deur aan de rechterzijde. De vleugels van de hoogdekker werden ondersteund door twee V-stijlen. Het onderstel was conventioneel uitgevoerd met twee hoofdwielen, bevestigd aan de onderkant van de romp. Het vliegtuig werd voortgedreven door een Pobjoy R zevencilinder stermotor met een reductietandwielkast tussen de krukas en de propeller (de propeller draait hierdoor langzamer dan de krukas). Doordat de propelleras nu boven de centrale krukas lag kon de motor iets lager worden geplaatst in de neus, hetgeen gunstig uitpakt voor het zicht van de piloot.
Er zijn totaal drie Multipro toestellen gebouwd welke allen zijn verkocht aan privévliegers. Alle drie stonden in 1939 nog ingeschreven in het Nederlandse luchtvaartregister. De tweede is tot 1937 in bezit gebleven van Pander voordat deze werd verkocht, maar ging verloren bij een Duits bombardement op 10 mei 1940.

## Specificaties
- Type: Pander Multipro
- Ontwerper: Theo Slot
- Bemanning: 1
- Passagiers: 1-2
- Lengte: 7,80 m
- Spanwijdte: 11,30 m
- Maximum gewicht: 720 kg

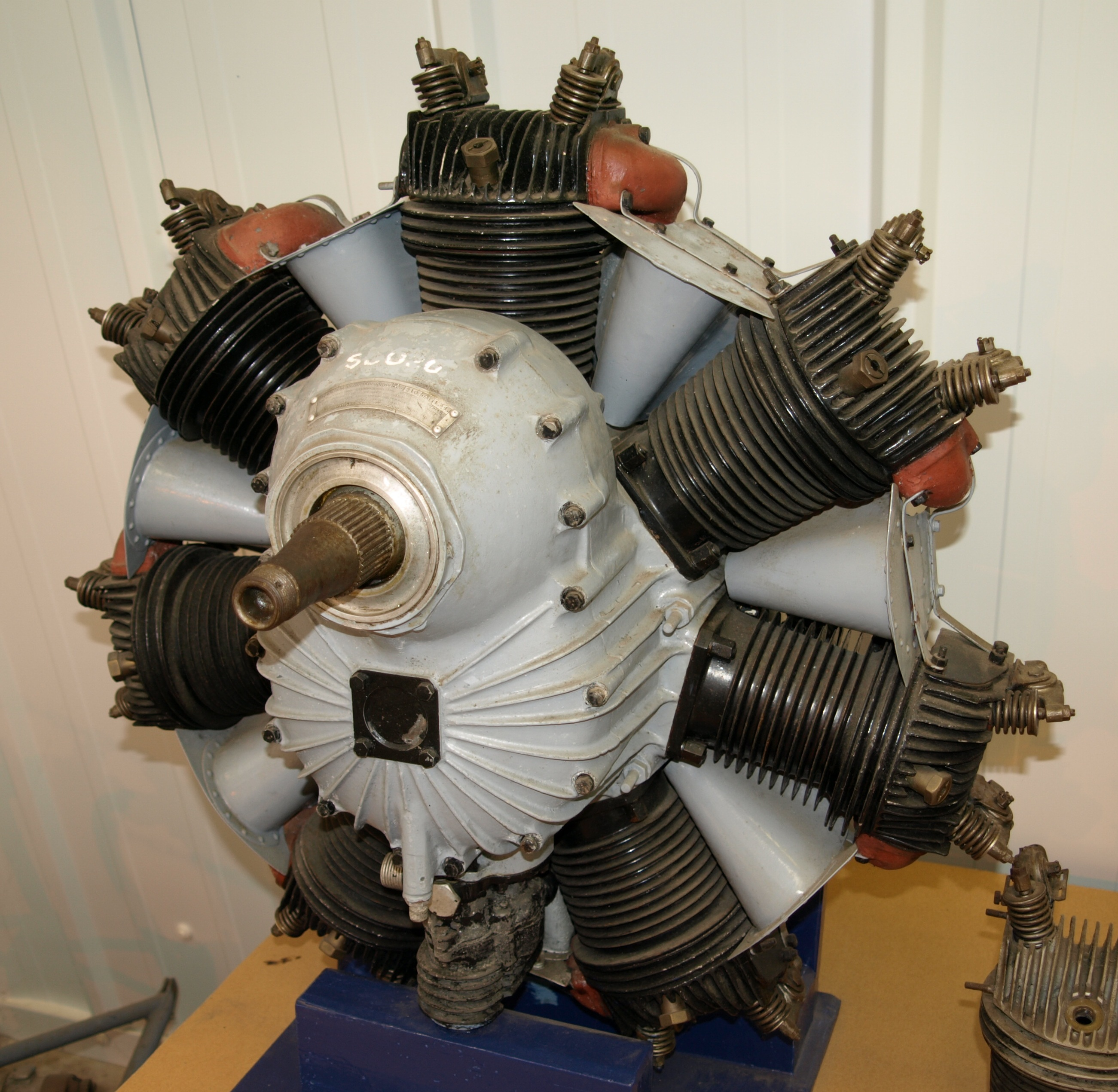
Pobjoy zevencilinder stermotor met reductiekast. De propelleras ligt boven de centrale krukas.

- Motor 1 × Pobjoy R zevencilinder luchtgekoelde stermotor met reductiekast, 63 kW (85 pk)
- Propeller: tweeblads
- Eerste vlucht: september 1932
- Aantal gebouwd: 3

Prestaties:
- Maximumsnelheid: 175 km/u